# Girolamo della Porta
Girolamo della Porta (Gubbio, 14 novembre 1746 – Firenze, 5 settembre 1812) è stato un cardinale italiano della Chiesa cattolica, nominato da papa Pio VII.

## Biografia
Nacque a Gubbio il 14 novembre 1746.
Papa Pio VII lo elevò al rango di cardinale nel concistoro del 23 febbraio 1801.
Morì il 5 settembre 1812 all'età di 65 anni.